# Áed mac Dlúthaig
Áed mac Dlúthaig (mort en 701) est roi de Fir Chúl Breg à Brega issu du sept Síl nDlúthaig 
du Síl nÁedo Sláine de Brega. Il est le petit-fils d'Ailill Cruitire mac Áedo Sláine (mort en 634), le 4e roi de Brega.

## Contexte
À son époque le  Síl nDlúthaig est étroitement associé avec le sept Uí Chonaing de Cnogba (Knowth) dans sa rivalité avec
les septs du sud du Síl nÁedo Sláine, dont le sept Uí Chernaig de Lagore. Áed est impliqué dans deux meurtres. 
En 689 Áed tue Diarmait Dian mac Airmetaig Cáech, le roi d'Uisneach en Mide du Clan Cholmáin. Il s'agit d'une ancienne faide: Le grand-père de Diarmait Conall Guthbinn (mort en 635) avait tué le grand-père d' Áed Ailill Cruitire en 634.
Par la suite en 695 Áed et Congalach mac Conaing Cuirre (mort en 696) des Uí Chonaing sont responsables de la mort de l'Ard ri Erenn Fínnachta Fledach et de son fils Bresal du sept du Sud-Brega clan Fínsnechtai à Grellaigh Dollaith. Selon les Annales de Tigernach, le meurtre intervient lors d'un combat mais, les Annales fragmentaires d'Irlande indiquent que Fínnachta est assassiné sous sa tente par Congalach et Áed. Áed est par ailleurs mentionné parmi les garants du Cáin Adomnáin (en) (c'est-à-dire : Loi des Innocents) promulguée par  Adomnan d'Iona lors du Synode de Birr en 697 où il est désigné comme « Roi de Cúl ».

## Postérité
Il laisse trois fils :
- Cú Raí mac Áedo (mort en 711) tué lors de la bataille de Sliab Fúait contre l'Ard ri Erenn Fergal mac Máele Dúin (mort en 722) du Cenél nEógain[7].
- Flann mac Áedo (mort en 714) tué lors de la bataille de Bile Tened contre Murchad Midi mac Diarmato (mort en 715) d'Uisnech[8].
- Gormgal mac Áedo (died 718) tué lors de la bataille de Kells contre Conall Grant (mort en 718) des Uí Chernaig de Brega[9].